# بلدة هبة
هبة هي إحدى القرى التابعة لبلدية الرقيبة، الواقعة في شمال ولاية الوادي بالجزائر.
تشتهر هذه المنطقة بتزايد عدد سكانها بسرعة نتيجة لتوسع المشاريع السكنية فيها، مثل برامج السكن الاجتماعي والتحصيصات والسكن الريفي. تجاوز عدد سكانها 12 ألف نسمة حسب جريدة النصر 2019 